# 卡達瓦爾
卡達瓦爾（葡萄牙語：Cadaval），是葡萄牙的城鎮，位於該國中南部，由里斯本區負責管轄，始建於1371年，面積174.89平方公里，2011年人口14,228，人口密度每平方公里81.35人。
39°14′N 9°6′W / 39.233°N 9.100°W